# بنجامين جاريت
بنجامين جاريت هو محامي وسياسي أمريكي، ولد في 18 يوليو 1881 في شارون في الولايات المتحدة، وتوفي في 20 يوليو 1944 في زانيسفيل في الولايات المتحدة. نشط حزبياً في الحزب الجمهوري. وقد انتخب عضو مجلس ولاية بنسيلفانيا ‏ وانتخب عضو مجلس النواب الأمريكي ‏.